# It's a Date
It's a Date (br: Rival Sublime) é um filme musical estadunidense de 1940 dirigido por William A. Seiter e estrelado por Deanna Durbin, Kay Francis e Walter Pidgeon. Baseado em uma história de Jane Hall, Frederick Kohner e Ralph Block, o filme foi distribuído pela Universal Pictures.

## Elenco
- Deanna Durbin como Pamela Drake
- Kay Francis como  Georgia Drake
- Walter Pidgeon como John Arlen
- Eugene Pallette como Gov. Allen
- Henry Stephenson como Capt. Andrew
- Cecilia Loftus como Sara Frankenstein
- Samuel S. Hinds como Sidney Simpson
- Lewis Howard como  Fred 'Freddie' Miller
- S. Z. Sakall como Karl Ober
- Fritz Feld como Oscar[1]

## Produção
Joseph Anthony e Jane Hall foram quem primeiro fizeram um esboço da história do filme. A Universal em seguida contratou Norman Krasna escrever o roteiro. Deanna Durbin deveria fazer uma turnê pela Europa e uma apresentação no Comando Real, mas suas apresentações foram cancelada devido à guerra e ela então começou a produção deste filme.
O filme foi rodado em 54 dias. O diretor William A. Seiter foi emprestado da Fox.

## Remake
It's a Date foi refilmado em 1950 como Nancy Goes to Rio.